# フェラス・アントゥーン
フェラス・アントゥーン（Feras Antoon）は、カナダの実業家で、YouPornやPornhubを運営する世界最大のポルノ会社Ayloの共同オーナー及びCEO。アントゥーンは、デイヴィッド・タッシロと共に、ファビアン・ティルマンからManwin（現MindGeek→Aylo）を買収した。 

## 経歴
フェラス・アントゥーンはモントリオールのコンコルディア大学で学位を取得している。

## 私生活
アントゥーンはカナダのモントリオールに在住している。兄弟のマーク・アントゥーンはMindGeekの副社長を務めている。